# 레오니트 고보로프
레오니트 알렉산드로비치 고보로프(Леони́д Алекса́ндрович Го́воров)는 소비에트 연방의 군사 지휘관이다. 포병 전문가로서 제2차 세계대전에서 활약을 인정받아 소비에트 연방원수까지 올랐다.

## 이력
러시아 제국의 현재 키로프주의 한 마을에서 선원의 아들로 태어났다. 이후 옐라부가의 기술고교를 졸업하고, 페트로그라드 종합기술학교에서 조선공학(造船工學)을 전공하였다. 그러나 제1차 세계대전이 발발하자 1916년 포병 학교로 전학하여 1917년 포병장교가 되었다.
10월 혁명이 발발하여 러시아 제국군이 해체되자 고보로프는 집에 돌아갔다. 그러나 후에 알렉산드르 콜차크의 하얀 군대에 징집되었다. 고보로프는 곧 탈영하여 붉은 군대에 가담하였지만, 잠시나마 하얀군대에 있었던 사실이 후에 크게 문제가 되었다. 러시아 내전 동안 바실리 블류헤르의 휘하에서 싸웠고, 두번이나 부상당하기도 했다. 이때 레닌 훈장을 받았다.
1920-1930년대 고보로프는 포병 지휘관을 맡았고 고급 지휘관 과정인 프룬제 군사 아카데미를 졸업하였다.1936년에는 붉은군대 총참모부 아카데미를 졸업하였다. 이후 키에프 군관구의 포병사령관을 역임하였고, 1938년에는 드제르진스키 포병 아카데미의 교관이 되었다.
이 당시 스탈린의 대숙청이 한창이었으며, 고보로프는 하얀 군대에 복무한 경력이 있고, 숙청당한 블류헤르의 부하였기 때문에 위기에 몰렸다. 그러나 클리멘트 보로실로프와 미하일 칼리닌이 적극적으로 개입하여 그를 구원했다.
1939년 겨울 전쟁이 발발하자, 고보로프는 제7군의 포병 사령관이 되었고, 여기서 포병을 대규모로 운용하는 전술로 소련군이 핀란드 군의 만네르하임 방어선을 돌파하는데 큰 공을 세웠다. 이 공적으로 적기(赤旗) 훈장을 받았고, 붉은군대 포병 총감 대리에 올랐다.
1941년 독소전쟁이 발발하자, 고보로프는 벨라루스와 폴란드에 주둔하고 있던 서부전선군의 포병감이 되었다. 고보로프는 독일군에 초반전에서 큰 타격을 입은 소련 포병이 재건되는 동안, 만들기 쉽고 기동이 우수한 보병의 박격포를 대량으로 보급하여 지원화기로 사용할 것을 주장했다. 고보로프의 전술은 당시 총참모장이었던 게오르기 주코프에게 인상적이었고, 주코프는 고보로프의 후원자가 되었다. 1941년 말의 모스크바 공방전과 1942년의 스탈린그라드 전투에서 고보로프는 전선의 포병전술을 지도하여 큰 공을 세웠다. 이 결과 중장으로 진급하였다.
1942년 4월 고보로프는 레닌그라드 수비사령관에 임명되었다. 레닌그라드는 1941년 11월부터 계속 포위상태에 있었고 계속 독일군의 포격을 당하고 있었다. (레닌그라드 포위전) 고보로프는 포병출신으로서 방어선의 적절한 위치 선정과 적 포병위치 포착에 능했기 때문에 이 자리는 매우 적합한 자리였다. 고보로프는 적의 포병의 위치를 파악한 후 이에 대한 반격을 지휘했고, 1943년 1월 실리셀부르크를 점령하여 독일군의 레닌그라드 포위의 일각을 무너뜨렸다.
1944년 고보로프가 포병지휘를 맡은 소련군 부대는 레닌그라드 방면의 독일군을 일소하고 시를 완전히 해방시켰으며, 노브고로드도 탈환하였다. 이어 소련군은 독일군의 동맹국인 핀란드에 침공을 개시했고(계속 전쟁), 이때 고보로프는 소비에트 연방 원수로 승진하였다. 1945년 1월 27일 고보로프는 소비에트 연방 영웅 칭호를 받았다.
전후에 고보로프는 레닌그라드 군관구 사령관이 되었고, 육군총감이 되었다. 1948년에는 방공군 총사령관이 되었고, 이어 국방차관이 되었다. 고보로프는 이런 자리에서 핵전쟁에 대비한 소련군의 방공능력의 신장에 크게 기여했다. 그러나 고보로프는 58세라는 비교적 젊은나이에 1955년 3월 만성적인 심장병으로 사망했다.
아들 블라디미르도 군인으로서 대장까지 진급하였으며, 발틱 군관구 사령관과 모스크바 군관구의 사령관 등을 역임했다.